# Munro
Pour les articles homonymes, voir Munro (homonymie).
Un munro est un sommet d'Écosse ayant une altitude supérieure à 3 000 pieds, soit 914,4 mètres. Ils sont nommés ainsi en l'honneur de Sir Hugh Munro (1856–1919), à l'origine de la première liste exhaustive en 1891, les Munro's Tables. Cette liste ne proposait pas de critère objectif pour distinguer les sommets indépendants des sommets secondaires (appelés munro tops) et leur nombre a varié au cours des révisions de la liste par le Scottish Mountaineering Club. En 2012, date de la dernière révision de la liste, les munros sont au nombre de 282, auxquels il faut ajouter 227 sommets secondaires de plus de 3 000 pieds. Le munro le plus connu et le plus élevé des îles Britanniques est le Ben Nevis, avec 1 345 mètres d'altitude.

Vue panoramique du massif d'An Teallach qui comporte plusieurs munros.